# NGC 2523A
NGC 2523A is een balkspiraalstelsel in het sterrenbeeld Giraffe. Het bevindt zich in de buurt van NGC 2523, NGC 2523B en NGC 2523C.

## Synoniemen
- UGC 4166
- MCG 12-8-24
- ZWG 331.26
- KUG 0758+741
- PGC 22649